# ロバート・キング (初代キングスバラ男爵)

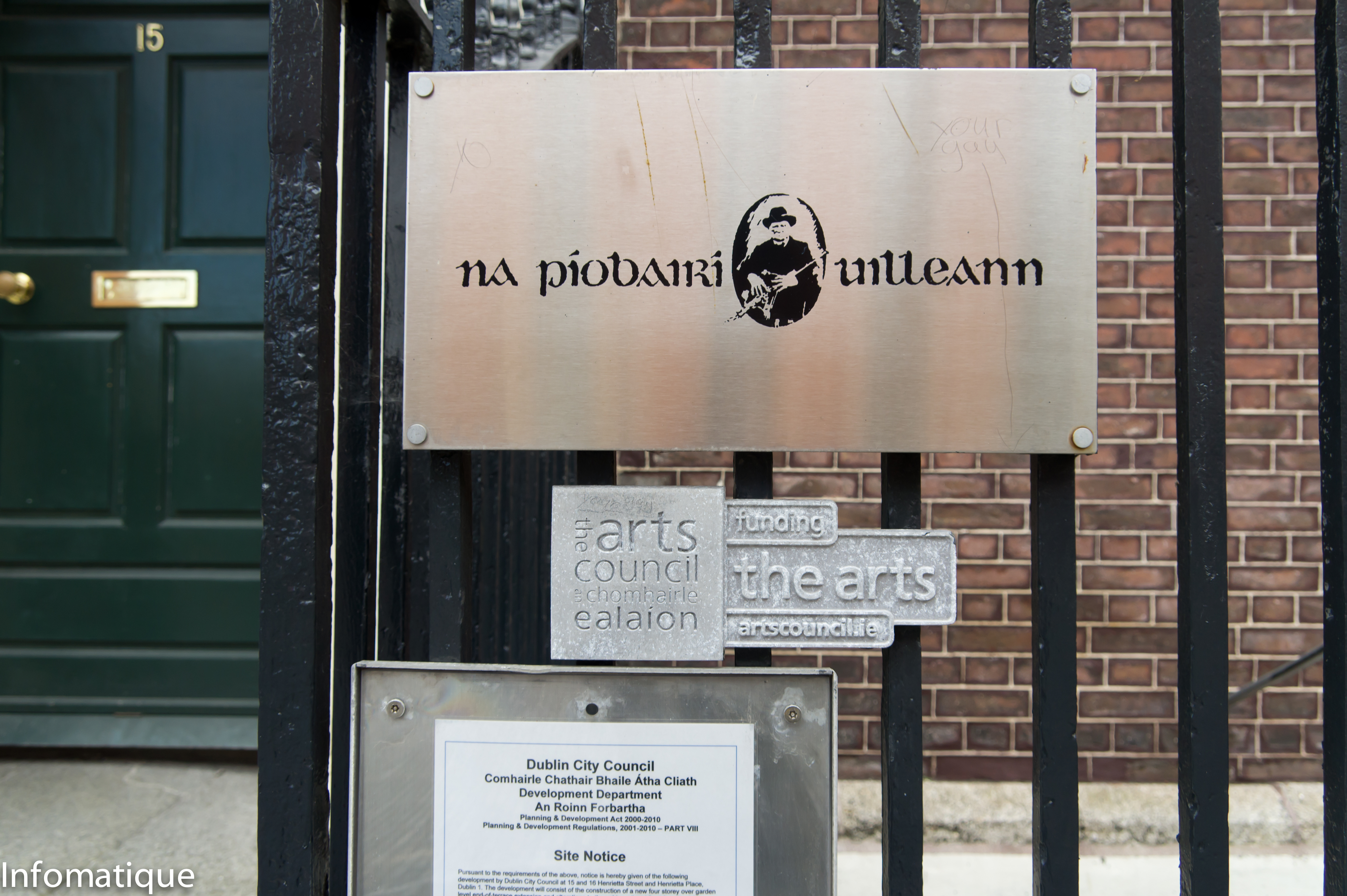
ヘンリエッタ・ストリートのタウンハウス、2011年撮影。

初代キングスバラ男爵ロバート・キング（英語: Robert King, 1st Baron Kingsborough、1724年2月18日洗礼 - 1755年5月22日、1740年から1748年までは第4代準男爵）は、アイルランドの地主、政治家。
第3代準男爵ヘンリー・キングとイサベラ・ウィンフィールド（Isabella Wingfield、エドワード・ウィンフィールドの娘、初代ポーズコート子爵リチャード・ウィンフィールドの姉妹）の長男として生まれ、1724年2月18日に洗礼を受けた。
1740年1月1日に父から準男爵位を継承した。1744年、ボイル選挙区でアイルランド庶民院議員に当選、1748年まで務めた。1748年6月13日、アイルランド貴族であるキングスバラ男爵に叙され、1749年11月8日にアイルランド貴族院議員に就任した。また、ロスコモン首席治安判事を務めた。
1749年から1750年までアイルランド・グランドロッジのグランドマスターを務めた。
1755年5月22日、31歳で死去した。生涯結婚せず、男爵位は彼の死去とともに断絶した。准男爵位は弟のエドワードが継承、エドワードは1768年にキングストン伯爵に叙された。